# 音響形象
一個詞除了聲音表象之外,還有發音表象,發音行為的肌動形象。在德.索敘爾看來，語言主要是一個儲藏所,一種從外面接受過來的東西。音響形象作為在一切言語實現之外的潛在語言事實,就是詞最好不過的自然表象。所以動覺部分是不可言喻的,或者無論如何跟音響形象比較起來只占從屬的地位。
1. ↑  張一兵. . 獨立作家－秀威出版. 2015: 178. ISBN 978-9-863-26351-7 （中文（臺灣））.